# Fischlham
Fischlham is een gemeente in de Oostenrijkse deelstaat Opper-Oostenrijk, gelegen in het district Wels-Land. De gemeente heeft ongeveer 1300 inwoners.
De naam van de plaats wordt het eerst vermeld als "Vischenhaim", een "nederzetting van vissers", in een oorkonde van paus Alexander III uit 1179. Het wapen bestaat uit drie gouden vissen en twee gestileerde golflijnen die de grensrivieren van de gemeente symboliseren, de rivieren de Traun en de Alm.

## Geografie
Fischlham heeft een oppervlakte van 16 km². De gemeente ligt in het centrum van de deelstaat Opper-Oostenrijk, vlak bij de stad Wels.

## Kernen
De gemeente bestaat uit de kernen Eggenberg, Fischlham, Forstberg, Hafeld, Heitzing, Ornharting, Seebach en Zauset.
Aichkirchen · Bachmanning · Bad Wimsbach-Neydharting · Buchkirchen · Eberstalzell · Edt bei Lambach · Fischlham · Gunskirchen · Holzhausen · Krenglbach · Lambach · Marchtrenk · Neukirchen bei Lambach · Offenhausen · Pennewang · Pichl bei Wels · Sattledt · Schleißheim · Sipbachzell · Stadl-Paura · Steinerkirchen an der Traun · Steinhaus · Thalheim bei Wels · Weißkirchen an der Traun
- Gemeinsame Normdatei: 4503773-5
- Nationale Bibliotheek van Tsjechië: xx0320284
- Virtual International Authority File: 235215888